# 布里永 (安省)
布里永（法語：Brion，法語發音：[bʁijɔ̃] ⓘ）是法国安省的一个市镇，位于该省中东部，属于楠蒂阿区。

## 地理
布里永（46°10'22"N, 5°33'9"E）面积4.48 平方千米，位于法国奥弗涅-罗讷-阿尔卑斯大区安省，该省份为法国东部省份，北起汝拉省，西北接索恩-卢瓦尔省，西接罗讷省和里昂大都会，南至伊泽尔省，东与萨瓦省、上萨瓦省和瑞士接壤。
与布里永接壤的市镇（或旧市镇、城区）包括：贝阿尔-热奥夫雷西亚、蒙雷阿勒拉克吕斯、尼里约-沃洛尼亚、波尔、圣马丹迪弗雷讷。

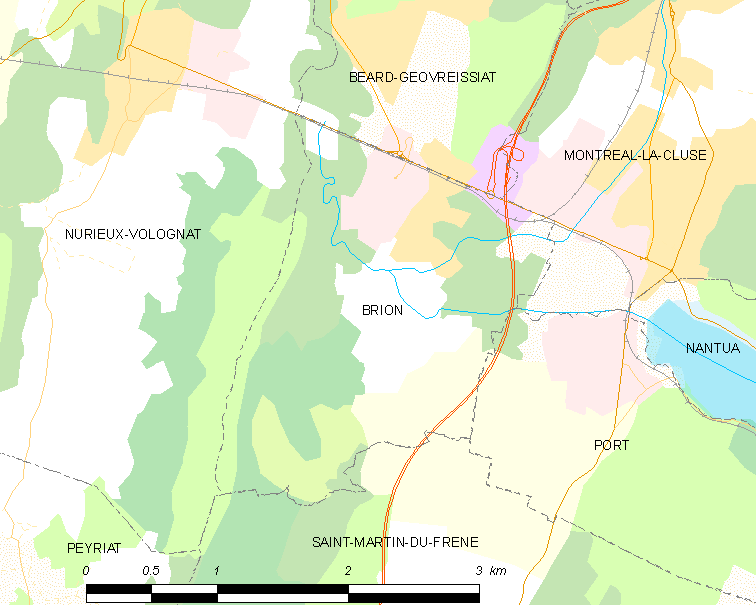
的OSM定位图

布里永的时区为UTC+01:00、UTC+02:00（夏令时）。

## 行政
布里永的邮政编码为01460，INSEE市镇编码为01063。

## 政治
布里永所属的省级选区为楠蒂阿县。

## 人口

1962-2008年间人口变化图示

布里永于2022年1月1日时的人口数量为591人。